# الشوارفة (خيران المحرق)

تعديل مصدري - تعديل

الشوارفة هي إحدى قرى عزلة بنى حملة بمديرية خيران المحرق التابعة لمحافظة حجة، بلغ تعداد سكانها 1137 نسمة حسب تعداد اليمن لعام 2004.